# Gare de Berlin-Zehlendorf-Sud
La gare de Berlin-Zehlendorf-Sud (Zehlendorf Süd en allemand) est une gare ferroviaire à Berlin, fermée, dans le quartier de Zehlendorf.

## Situation ferroviaire
Établie à 42 mètres d'altitude, la gare de Berlin-Zehlendorf-Sud était située sur la ligne de chemin de fer Berlin-Magdebourg entre les gares de Zehlendorf et Düppel.

## Histoire
À l'angle de la Clauertstraße, on construit en 1953 la prison de Düppel. Les prisonniers y sont condamnés à des travaux agricoles. Fin 1970, la Deutsche Reichsbahn, probablement aussi à la demande du directeur de la prison, commence la construction d'une halte. En outre, la Reichsbahn souhaite ouvrir une zone de développement. Des désaccords apparaissent avec le commandement américain. La Deutsche Reichsbahn considère que les installations ferroviaires situées dans les secteurs occidentaux sont la propriété de la République démocratique allemande, elle avait préparé la construction de la gare conformément à la loi de la RDA. Les Alliés occidentaux insistent sur le fait que la fortune de la Deutsche Reichsbahn fut confisquée en 1945 et est donc encore sous le contrôle des Alliés et avance une approbation de plan conformément à la loi de la Reichsbahn du 4 juillet 1939. Une commission du Sénat prend alors en charge, pour le compte de la Reichsbahn, l’élaboration de la procédure d’approbation du plan prévoyant la poursuite des travaux de construction en septembre 1972.
La gare de Berlin-Zehlendorf-Sud ouvre le 20 décembre 1972. Elle représente la seule gare intermédiaire de l’itinéraire, d’une longueur d’environ 2,2 kilomètres. Elle est la première gare construite par la Reichsbahn à Berlin-Ouest depuis 1946.
En septembre 1980, au moment de la grève de la Deutsche Reichsbahn, les gares de Zehlendorf-Sud et Düppel sont fermées et ne rouvriront pas. Il n’y a pas eu de procédure officielle de déclassement. En 2017, plus de 35 ans après la fermeture de la station, elle continue d'être dans l'annuaire de la DB Netz.

la gare fermée
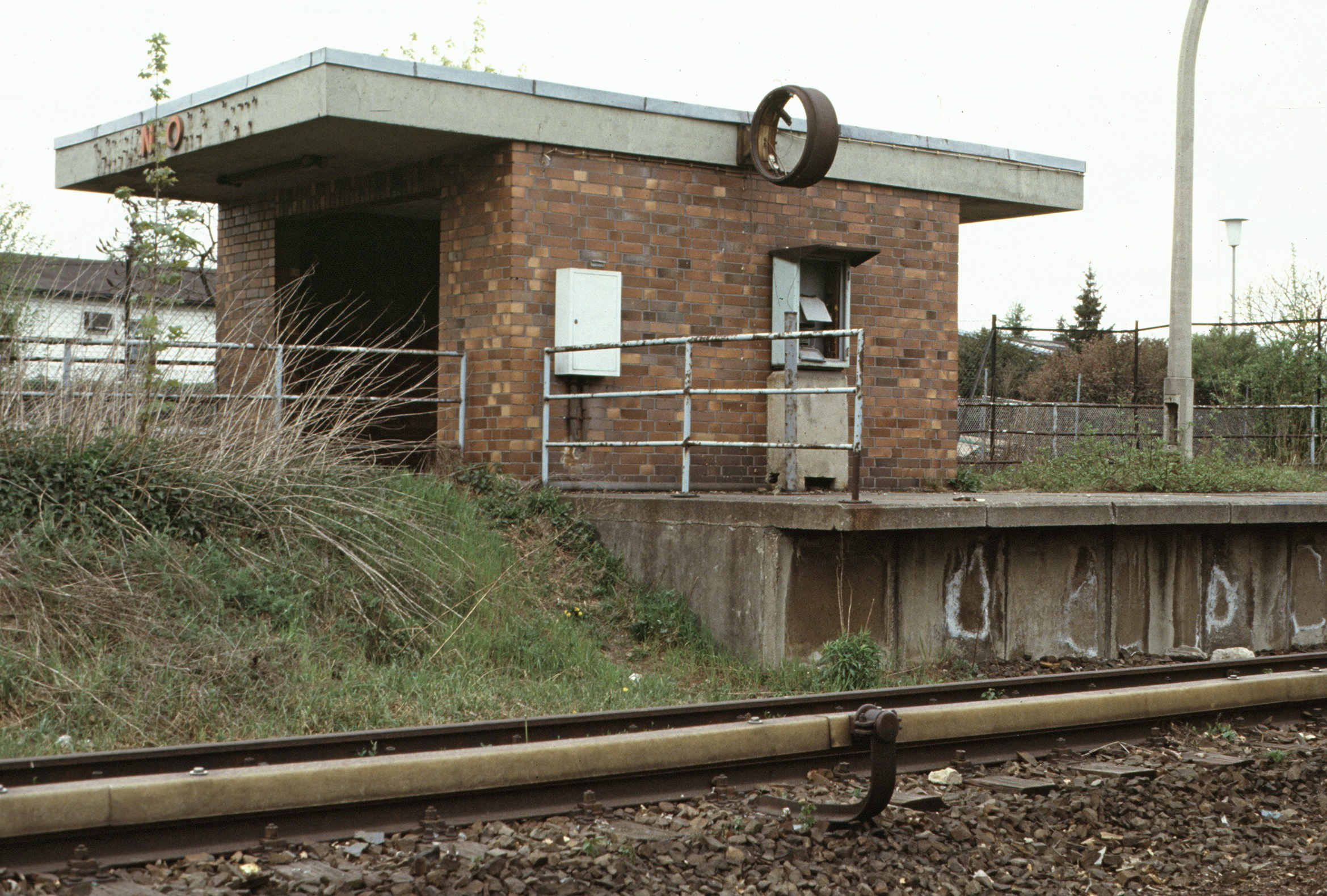
En 1988.
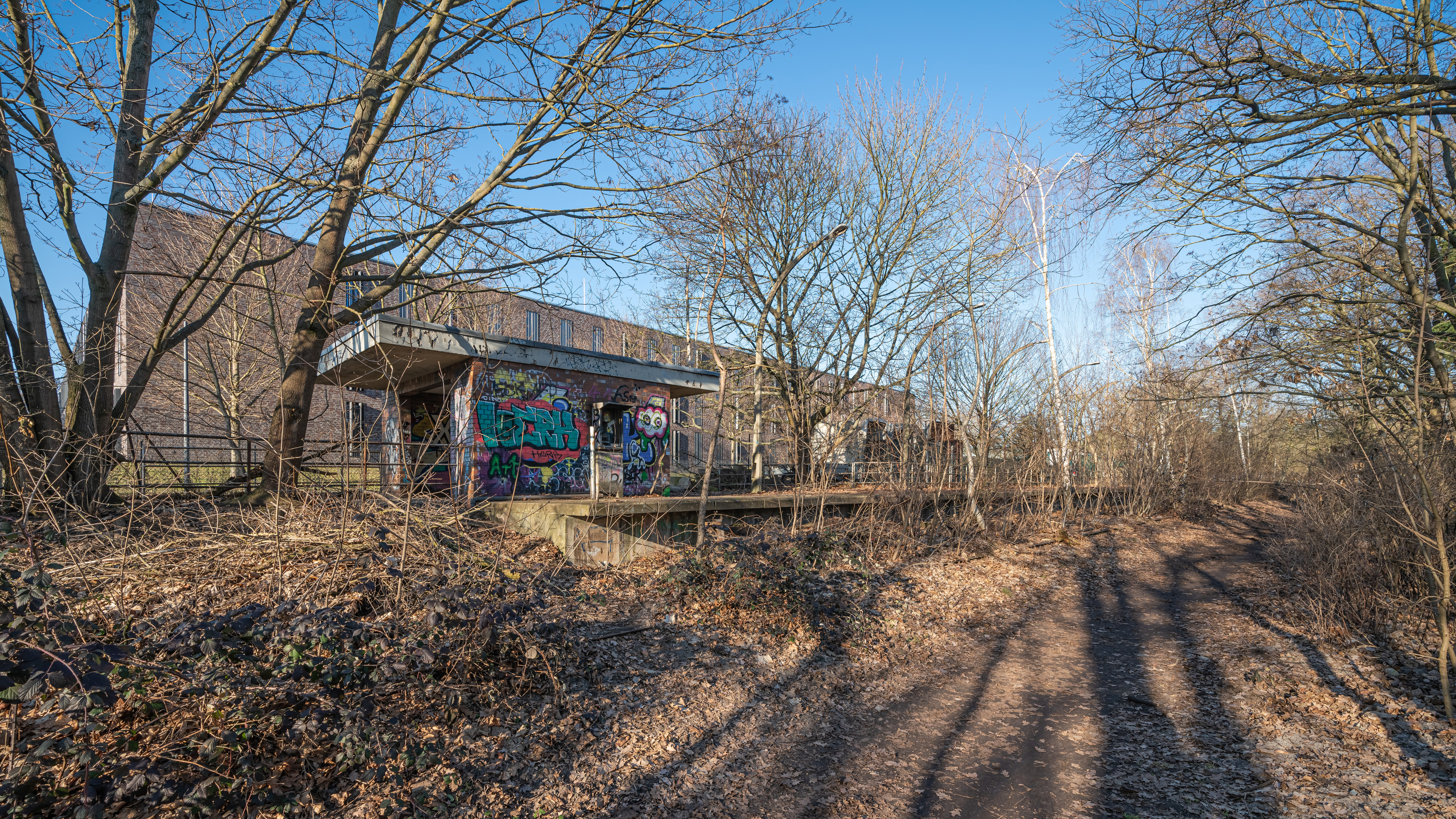
En 2021.